# Juri Alexandrowitsch Alexandrow
Juri Alexandrowitsch Alexandrow (russisch Юрий Александрович Александров; * 24. Juni 1988 in Tscherepowez, Russische SFSR) ist ein russischer Eishockeyspieler, der seit Oktober 2016 beim HK Sotschi in der Kontinentalen Hockey-Liga unter Vertrag steht.

## Karriere
Juri Alexandrow begann seine Karriere als Eishockeyspieler in seiner Heimatstadt in der Nachwuchsabteilung von Sewerstal Tscherepowez, für dessen zweite Mannschaft er von 2003 bis 2005 in der Perwaja Liga, der dritten russischen Spielklasse, aktiv war. Anschließend gab der Verteidiger in der Saison 2005/06 sein Debüt für Tscherepowez' Profimannschaft in der Superliga. In 39 Spielen erzielte er dabei ein Tor und gab eine Vorlage. Aufgrund seines erfolgreichen Rookiejahres wählten ihn schließlich die Boston Bruins im NHL Entry Draft 2006 in der zweiten Runde als insgesamt 37. Spieler aus. Der russische Junioren-Nationalspieler blieb jedoch bei seinem Heimatverein, mit dem er ab der Saison 2008/09 in der neu gegründeten Kontinentalen Hockey-Liga antrat. Im Sommer 2010 holten ihn die Bruins nach Nordamerika, gaben ihm einen Einstiegsvertrag über zwei Jahre und setzten ihn in der folgenden Saison bei ihrem Farmteam, den Providence Bruins, in der American Hockey League ein.
Im August 2011 kehrte er nach Russland zurück und wurde vom SKA Sankt Petersburg verpflichtet. Für diesen bestritt er zu Beginn der Saison 2011/12 zwölf Spiele, bei denen er ein Tor vorbereitete, ehe er im Dezember 2011 im Tausch gegen Andrei Perwyschin zum HK Awangard Omsk transferiert wurde. Mit Awangard erreichte er das Playoff-Finale um den Gagarin Cup, wobei Alexandrow in 34 Partien 11 Scorerpunkte erzielte. Ende März 2012 wechselten die NHL-Transferrechte von den Bruins zu den New York Islanders.
Im Juni 2012 kehrte Alexandrow zum SKA zurück und gewann mit diesem 2015 den Gagarin-Pokal. Anschließend kehrte er im Tausch gegen die KHL-Transferrechte an Alexander Chochlatschow zu Awangard Omsk zurück. Nach einem Jahr in Omsk lief sein Vertrag aus und Alexandrow wechselte zum HK Sotschi.

### International
Für Russland nahm Alexandrow an der U18-Junioren-Weltmeisterschaft 2006 sowie den U20-Junioren-Weltmeisterschaften 2007 und 2008 teil.

## Erfolge und Auszeichnungen
- 2007 Silbermedaille bei der U20-Junioren-Weltmeisterschaft
- 2008 Bronzemedaille bei der U20-Junioren-Weltmeisterschaft
- 2015 Gagarin-Pokal-Gewinn mit dem SKA Sankt Petersburg

## KHL-Statistik
(Stand: Ende der Saison 2018/19)